# دستور السنة الثانية عشرة
دستور السنة الثانية عشرة (الفرنسية: Constitution de l’an XII) ، كان دستورًاوطنيًا للجمهورية الفرنسية الأولى تم اعتماده خلال السنة الثانية عشرة من التقويم الثوري الفرنسي (1804 في التقويم الميلادي).
عدّل هذا الدستور دستورَي السنة الثامنة والعاشرة السابقين، مُرسخًا بذلك الإمبراطورية الفرنسية الأولى، حيث أصبح نابليون بونابرت - القنصل الأول مدى الحياة سابقًا، بصلاحيات واسعة النطاق - نابليون الأول، إمبراطورًا للفرنسيين. نصّب الدستور آل بونابرت سلالةً إمبراطوريةً في فرنسا، جاعلاً العرش وراثيًا في عائلة نابليون. عُدِّل دستور السنة الثانية عشرة لاحقًا على نطاق واسع بموجب القانون الإضافي، وأُلغي نهائيًا مع العودة النهائية لآل بوربون عام 1815.

## روابط خارجية
- (بالإنجليزية) Text of the Constitution of the Year XII